# Fülöp-szigeteki peso
A Fülöp-szigeteki peso a Fülöp-szigetek jelenlegi hivatalos pénzneme. A Fülöp-szigetek – Mexikó, Kolumbia és Argentína mellett – egyike azon egykori spanyol gyarmatoknak, amelyek a pesót tették meg pénzegységüknek. A Fülöp-szigeteki peso – hasonlóan az amerikai dollárhoz – a spanyol dollárból eredeztethető. Századrészét eredetileg centavónak hívták, de a hatvanas években a peso a piso, a centavo a sentimo formára módosult.

## Története
A korai időkben a Fülöp-szigetek és a környező népek barterkereskedelmet folytattak. Ennek kényelmetlensége azonban egy idő után szükségszerűvé tette valamilyen cseretárgy használatát. Mivel a szigeteken jelentékeny aranylelőhelyek voltak, az első pénznek tekinthető cseretárgyak kis aranyrögök voltak. Emellett kereskedelmi céllal készült aranygyűrűket is használtak fizetésre.
A spanyol uralom idején sokféle változatos pénz volt forgalomban a Fülöp-szigeteken, ezek közül a legjelentősebb a mexikói peso volt, de használtak Alfonsino pesót, kézzel vert mexikói ezüstpénzeket (angolul: cob, a helyiek nyelvén hilis kalamay) és más spanyol gyarmatokról származó pénzeket. Ezek a pénzek a Manila és Acapulco között ingázó gályákon érkeztek, melyek visszafelé a szokatlan formájú, kézi verésű helyi ezüstpénzeket (helyi nevén: macuquina) vitték. Később érkeztek ezüst oszlopmintás dollárok (dos mundos), ellenjegyes érmék és portrés érmék.
A többi spanyol gyarmatról a Fülöp-szigetre érkező érméket az egyik oldalukon "MANILA" ellenjeggyel látták el, elismerve forgalomképességüket. 1830 körül az ellenjegyzésre használt szerszám eltörött, ezért 1832-től VII. Ferdinánd "F 7" monogramja, halála után (1834-től) pedig lánya, II. Izabella királynő "YII" monogramja került az érmékre. 1837-ben Spanyolország elismerte egykori gyarmatai függetlenségét, és beszüntette az érmék ellenjeggyel való ellátását. A spanyol helytartók 1868-as zendülése idején Sevillából és Toledóból érkeztek ötpesetás ezüstpénzek, melyeken az uralkodó képe szerepelt, és ezek is forgalomba kerültek.
A 18. században a hirtelen fellépő aprópénzhiány miatt a spanyol királyi hatalom engedélyezte Manila városának rézpénzek verését. Ezek az érmék először 1728-ban jelentek meg, nevük barrilla volt. 1861-ben a manilai pénzverde először veretett aranyérméket "FILIPINAS" felirattal, melyek neve Isabelina és Alfonsino volt.

## Papírpénzek

### Spanyol gyarmati időszak
Az első Fülöp-szigeteki pesóra szóló papírpénzek 1852. május 1-jével kerültek forgalomba, amikor az El Banco Español Filipino de Isabel II (később El Banco Español Filipino) kereskedelmi bank először adott ki peso fuerte (azaz erős peso, pénzjele: FP) papírpénzeket Fülöp-szigeteki tranzakciók lebonyolítására. 10, 25, 50 és 200 peso névértékben. Ezek átválthatók voltak mexikói ezüst- vagy aranypénzre. Bár az első papírpénzeket 1852. május 1-jén nyomtatták, csak 1854. október 17-én kerültek általánosan forgalomba: ekkor erősítette meg jogaiban királyi rendelet a fenti bankot, és tette lehetővé számára az addig csak bankközi tranzakciókra használt jegyek közforgalomba bocsátását.
A peso fuerte papírpénzekből 2350 darabot bocsátottak ki különböző címletekben (1000 db 10 PF, 600 db 25 PF, 500 db 50 PF, 250 db 200 PF), összesen 100 000 PF névértékben. 1886-tól a Fülöp-szigeteki gyarmati hatóságok megkezdték a különféle mexikói érmék fokozatos kivonását, mivel azok addigra már kevesebbet értek a manilai vereteknél.

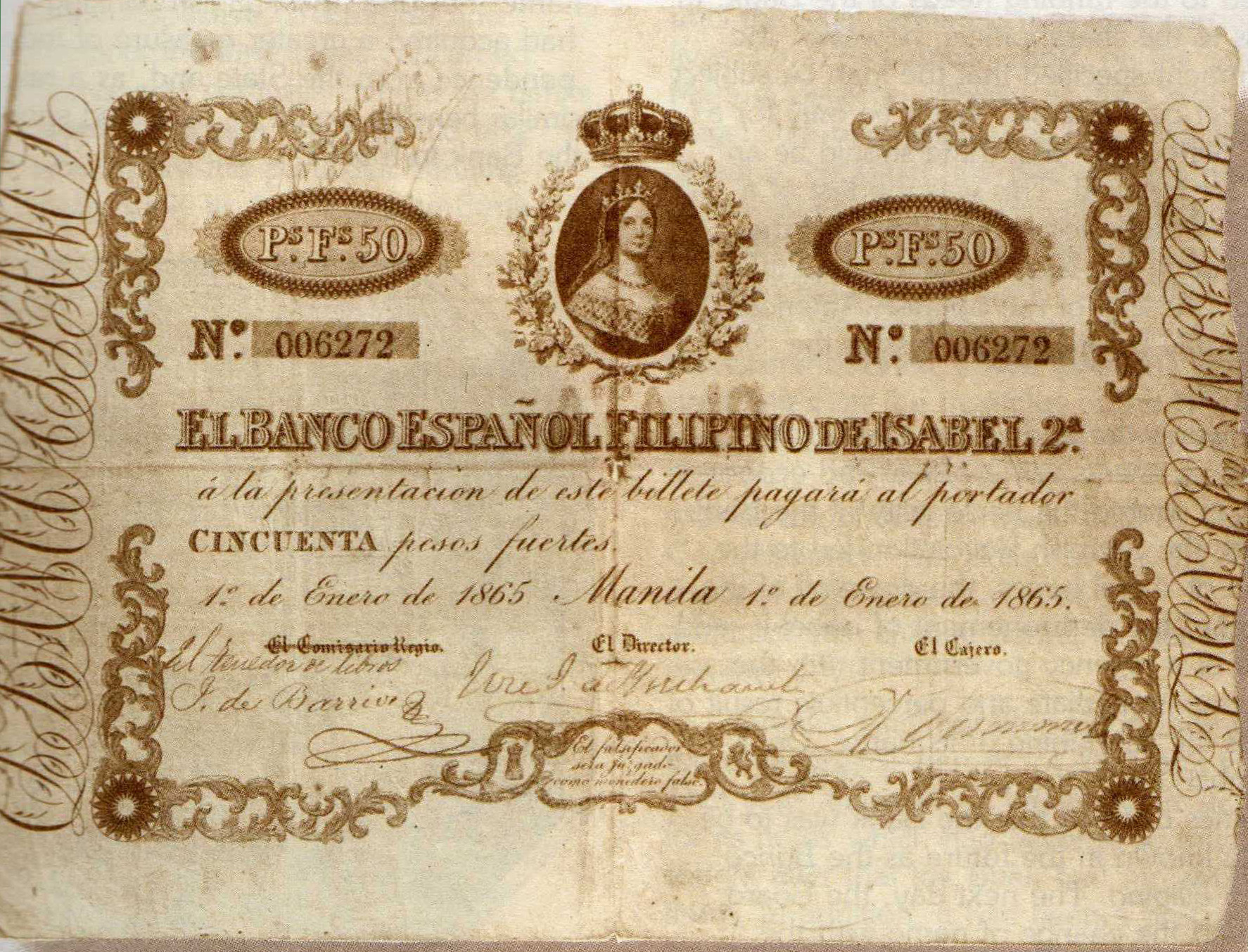
Az El Banco Español Filipino de Isabel II 50 pesos fuertes címletű bankjegye 1865-ből.
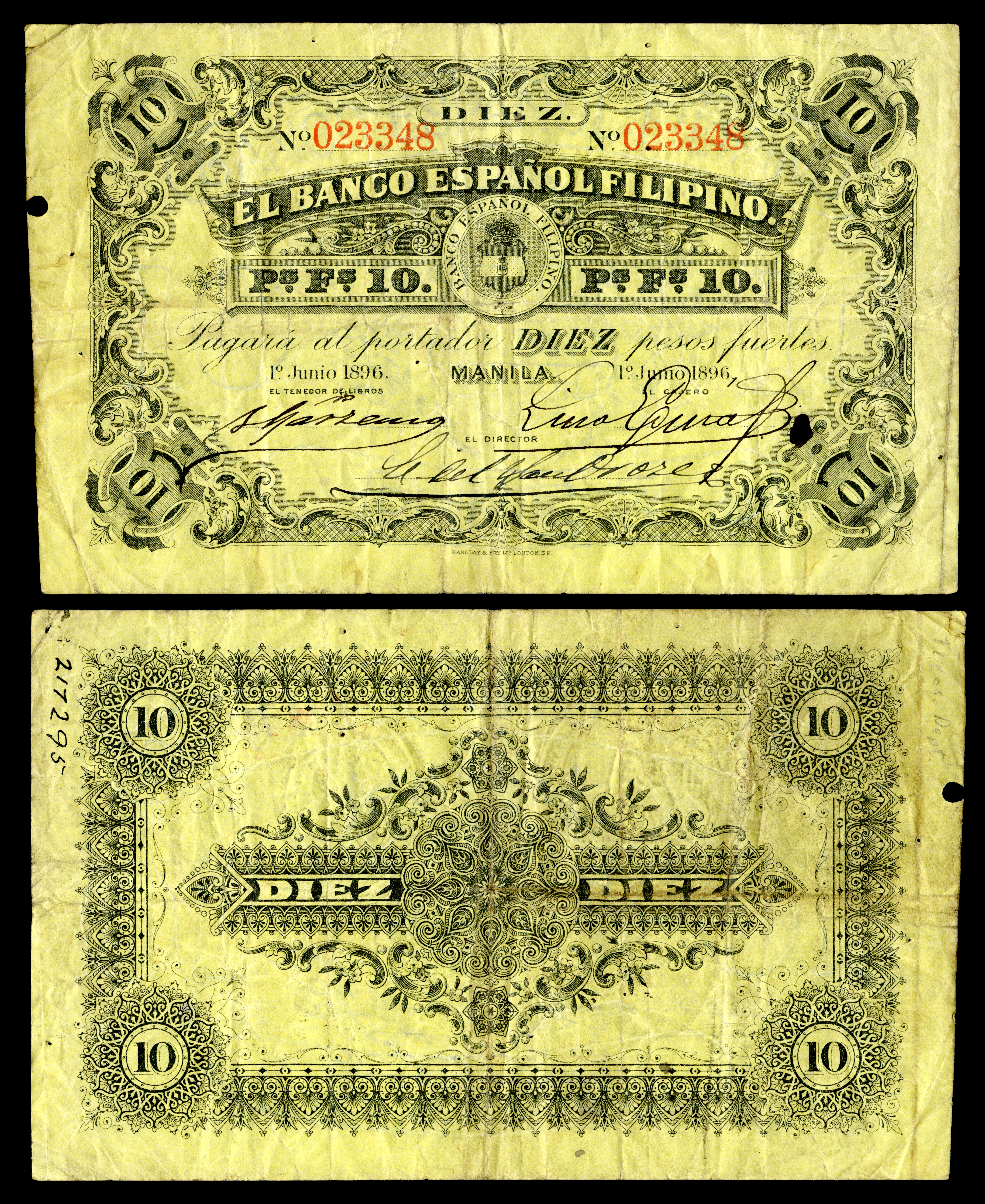
Az El Banco Español Filipino 10 pesos fuertes címletű bankjegye 1896-ból.

### Amerikai gyarmati időszak
A spanyol-amerikai háború során az Amerikai Egyesült Államok fennhatósága alá került Fülöp-szigeteken az amerikai gyarmati hatóságok bocsátottak ki többféle típusú papírpénzt és érméket. 1903-ban az amerikai gyarmati kormányzóság (Insular Government of the Philippine Islands) 2, 5 és 10 peso névértékű, ezüstérmékre váltható Silver Certificate papírpénzeket bocsátott ki, 1 amerikai dollár = 2 fülöp-szigeteki peso árfolyamon. Ezek az amerikai dollárhoz hasonló stílusban, az amerikai pénzjegynyomdában készültek. 1906-ban ebben a sorozatban 20, 50, 100 és 500 pesós címleteket is forgalomba helyeztek. 1908-ban az El Banco Español Filipino kereskedelmi bank engedélyt kapott 5, 10, 20, 50, 100 és 200 pesós bankjegyek kibocsátására, a nyomtatást amerikai dollár stílusban szintén szintén az amerikai pénzjegynyomda (BEP) végezte. 1916-ban ez a bank angol néven -  Bank of the Philippine Islands (BPI) folytatta a tevékenységét, címletei is angol felirattal kerültek forgalomba.
1916-ban egy újabb bank, a Philippine National Bank (PNB) alakult meg és kapott bankjegykibocsátási jogot, 1, 2, 5, 10, 20, 50 és 100 pesós címleteket kibocsátva.
1918-ban az amerikai gyarmati hatóságok az Egyesült Államok államkötvényekkel fedezett Treasury Certificate típusú állami papírpénzt hoztak forgalomba 1, 2, 5, 10, 20, 50, 100 és 500 peso névértékben.
Az 1935-ban létrejött a Commonwealth of the Philippines, mint az Egyesült Államok autonóm területe, átvéve a Treasury Certificate típusú államjegyek kibocsátását, de mellette a két bank, a Bank of the Philippine Islands (BPI) és a Philippine National Bank (PNB) is folytatta a bankjegykibocsátását a japán megszállásig.

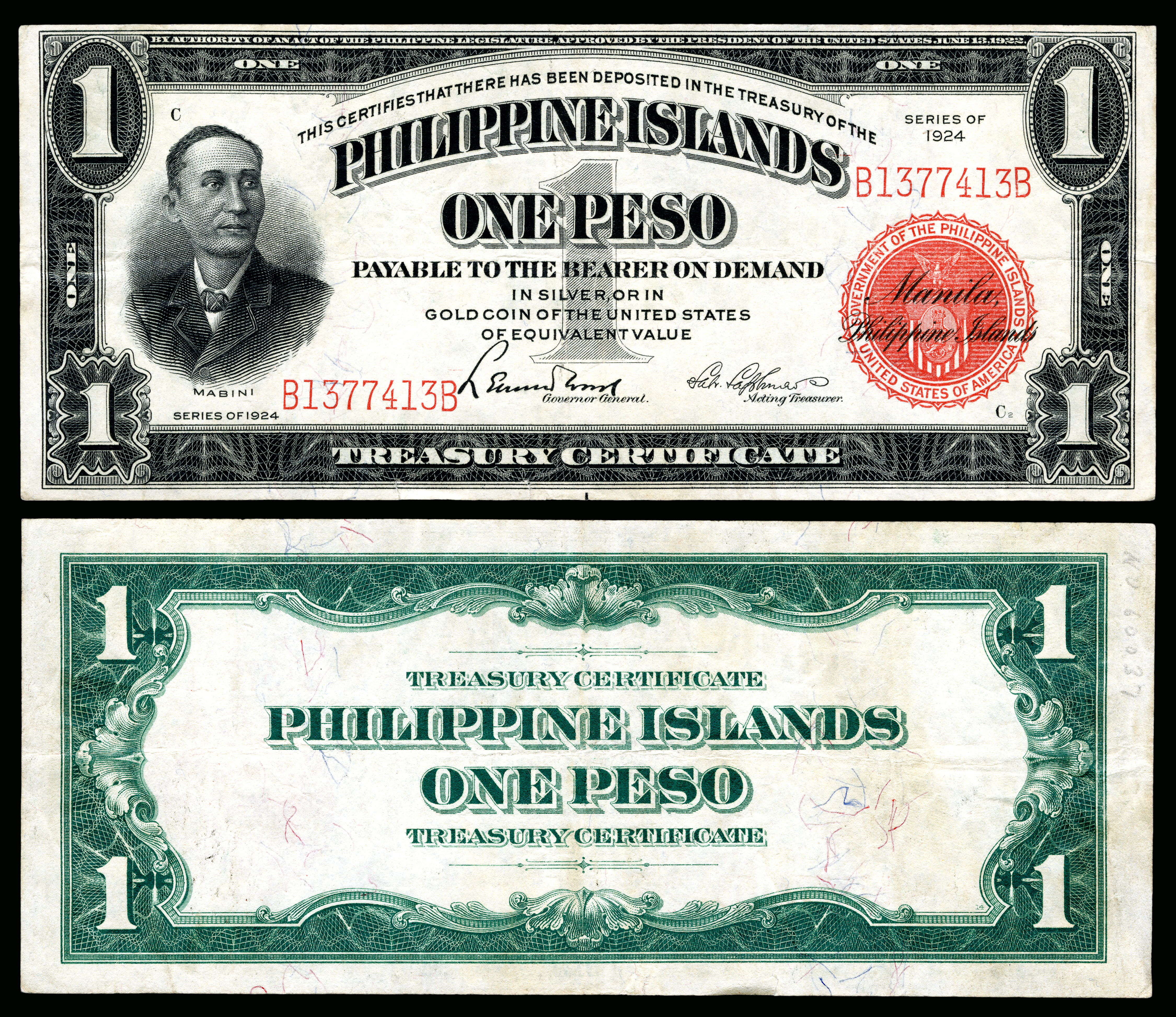
Amerikai gyarmati Treasury Certificate típusú 1 pesós államjegy az 1924-es sorozatból, Apolinario Mabini portréjával.
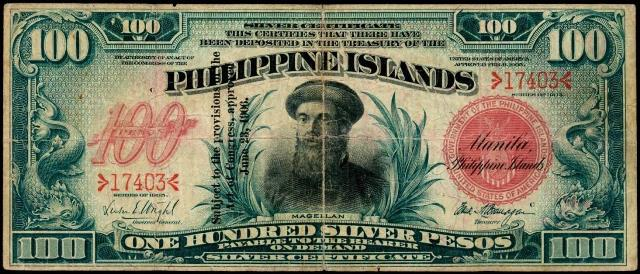
Amerikai gyarmati Silver Certificate típusú 100 pesós államjegy az 1906-os sorozatból, Magellán portréjával.

### Japán megszállás
A II. világháború alatt a japánok saját, megszállási papírpénzeket hoztak forgalomba a Fülöp-szigeteken, 1, 5, 10 és 50 centavo, valamint 1, 5, 10, 100, 500 és 1000 peso névértékben.

### Függetlenség és a Victory sorozat
A Fülöp-szigetek II. világháborús Egyesült Államok általi felszabadítását követően korábbi, helyi amerikai gyarmati bankjegyek újranyomtatásával és hátoldali "CENTRAL BANK OF THE PHILIPPINES" és  VICTORY" (Győzelem) felülnyomásával került forgalomba az első ténylegesen fülöp-szigeteki bankjegysorozatnak tekinthető széria. A Victory sorozat 1, 2, 5, 10, 20, 50, 100 és 500 pesós címletekből állt, az Egyesült Államok pénzjegynyomdája (Bureau of Engraving and Printing - BEP) nyomtatta, az amerikai dollárhoz hasonló stílusban.

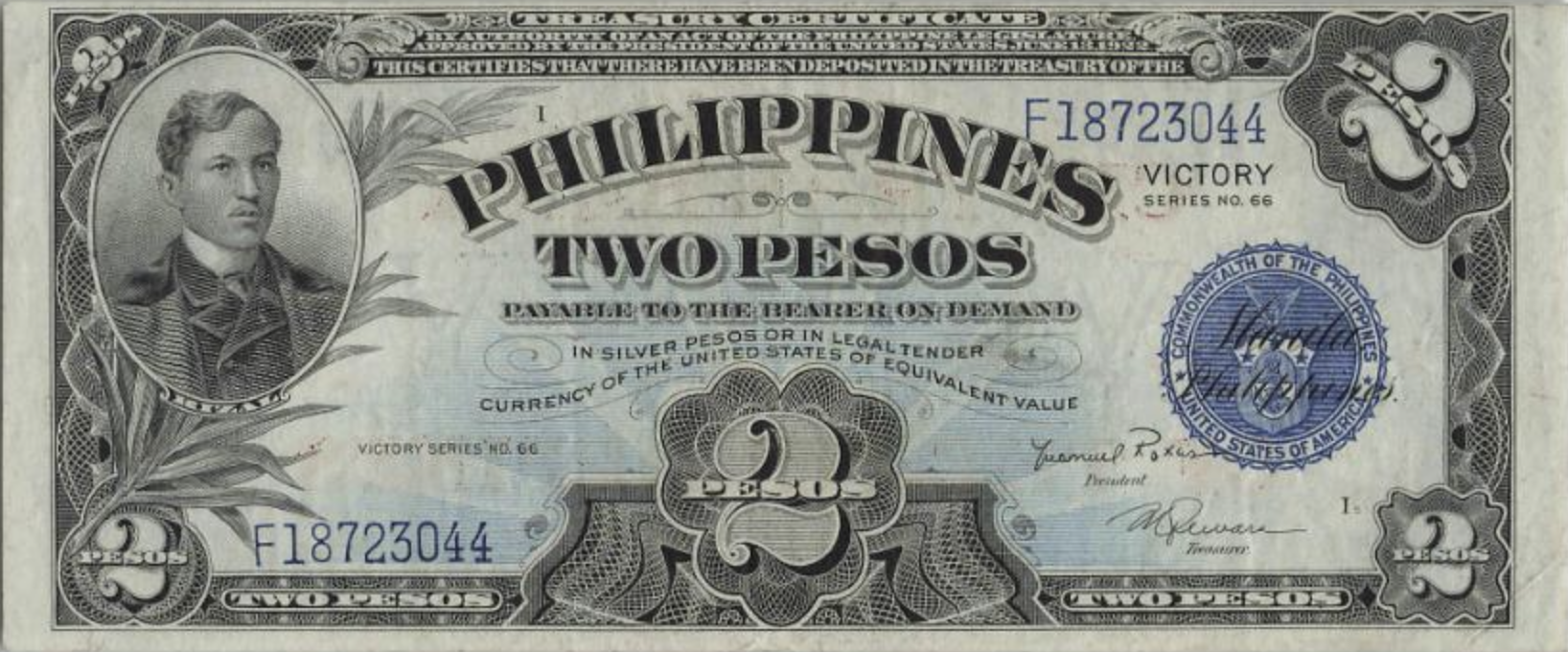
A Victory sorozat 2 pesós bankjegyének előoldala José Rizal portréjával.
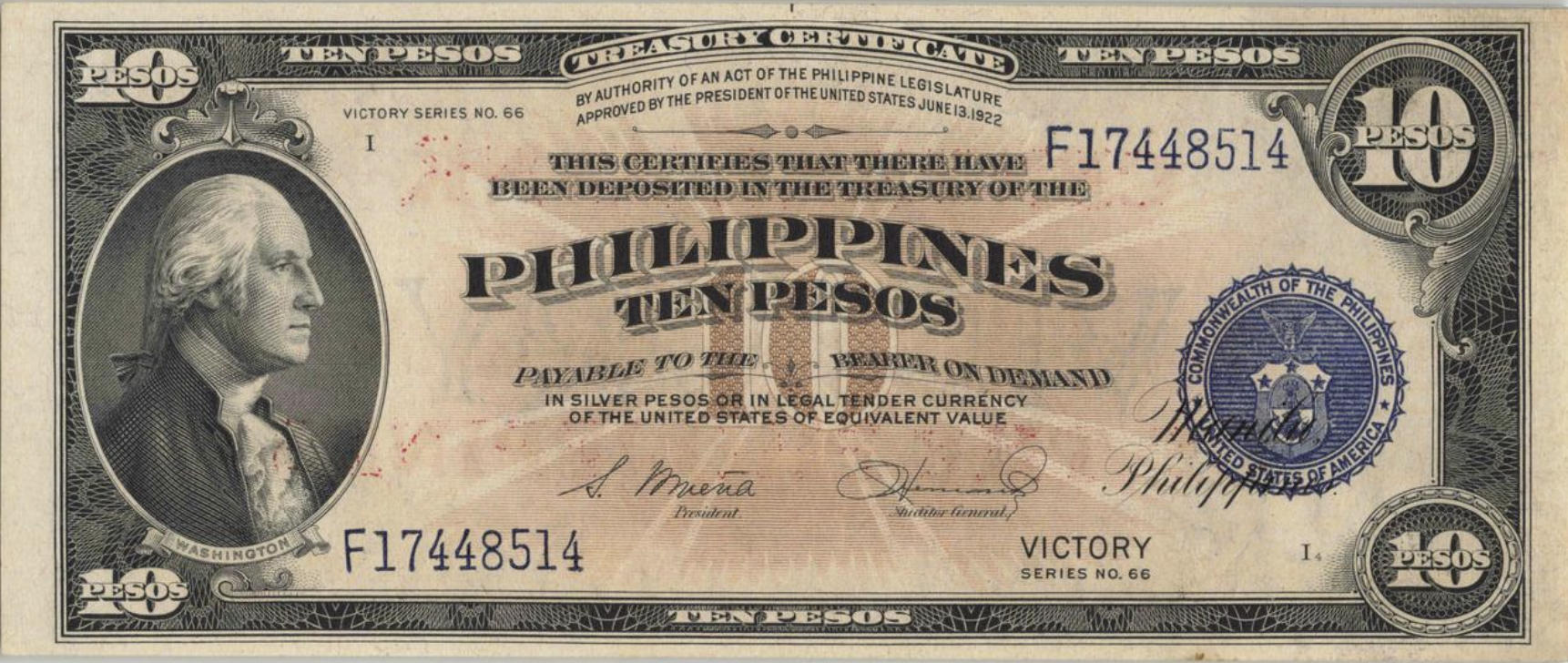
A Victory sorozat 10 pesós bankjegyének előoldala George Washington portréjával.
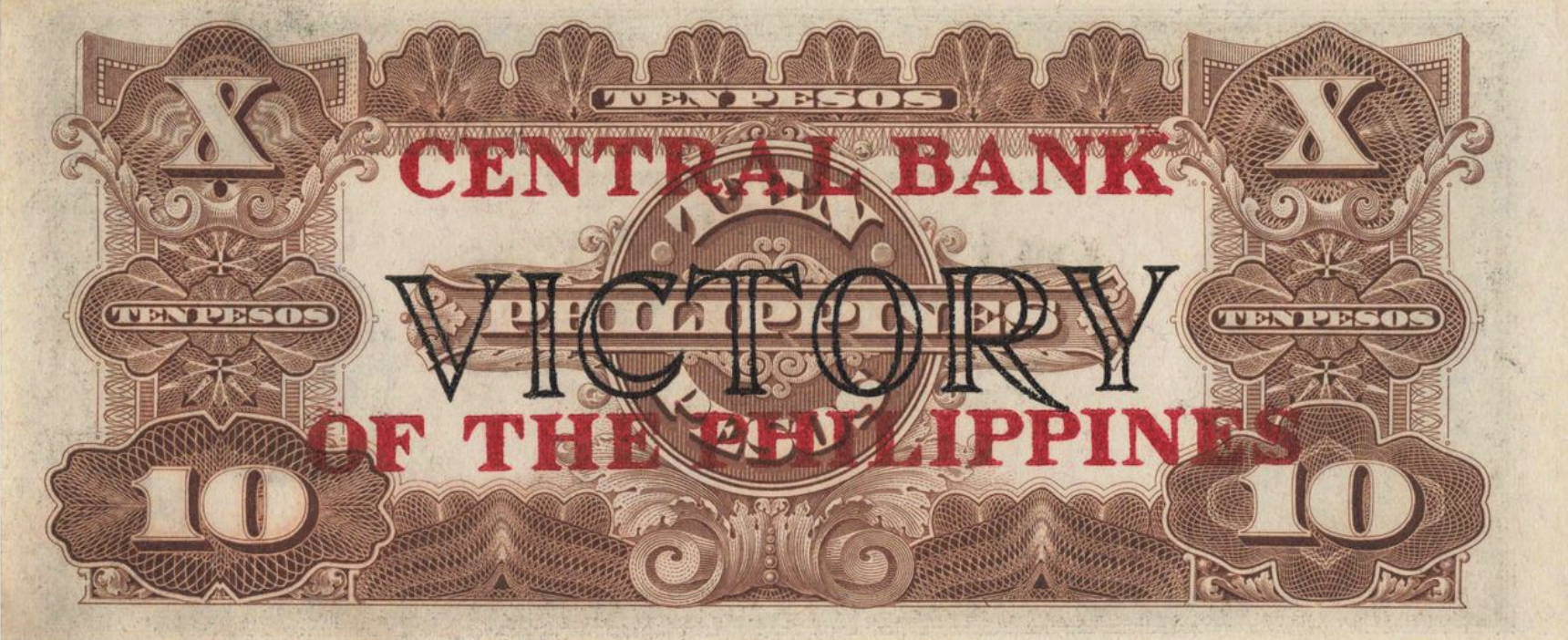
A Victory sorozat 10 pesós bankjegyének hátoldala.
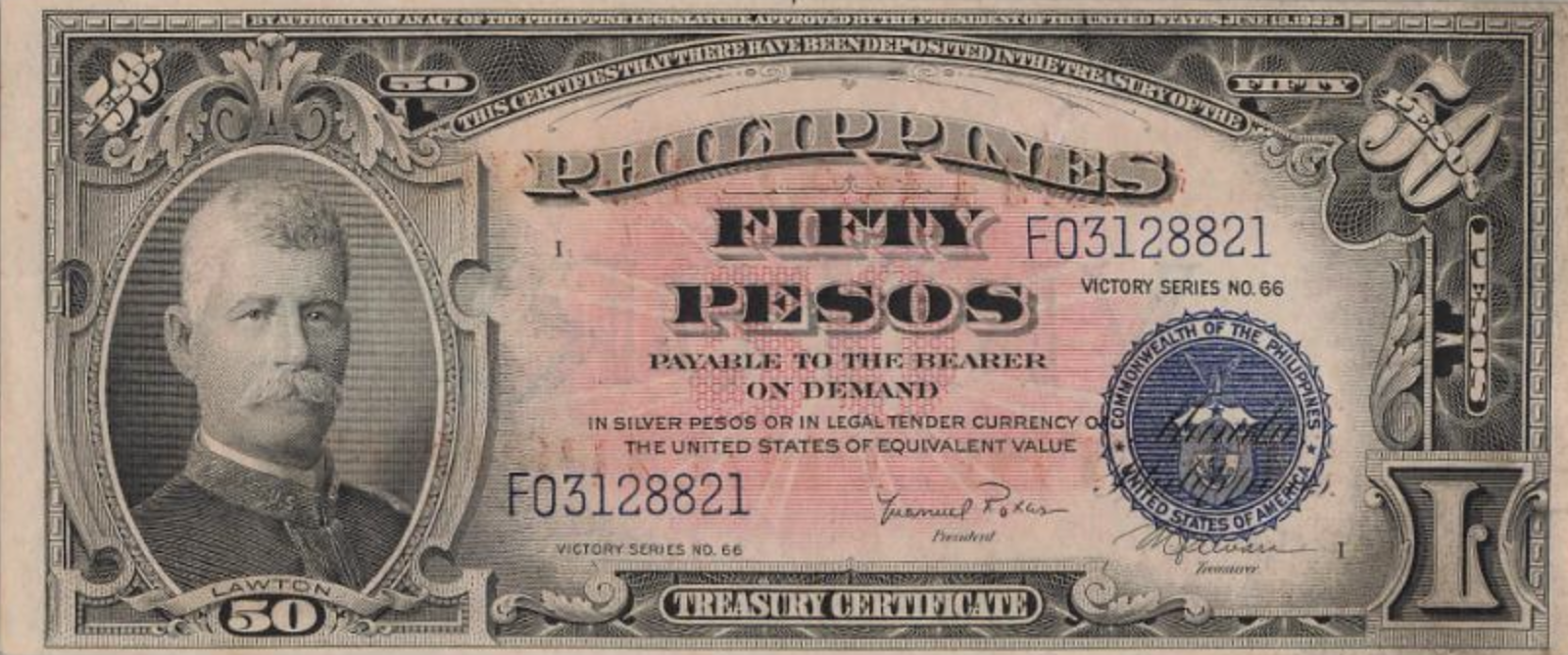
A Victory sorozat 50 pesós bankjegyének előoldala Henry Ware Lawton tábronok portréjával.
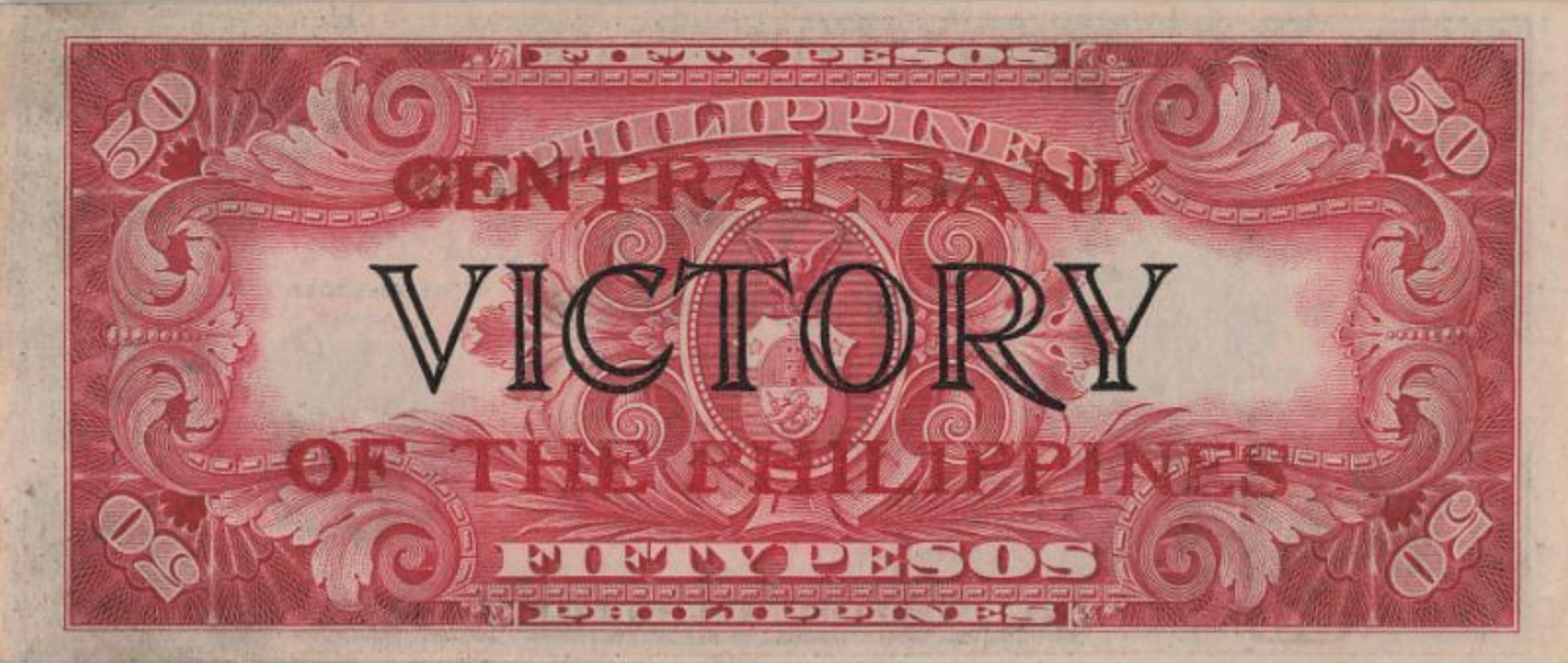
A Victory sorozat 50 pesós bankjegyének hátoldala.
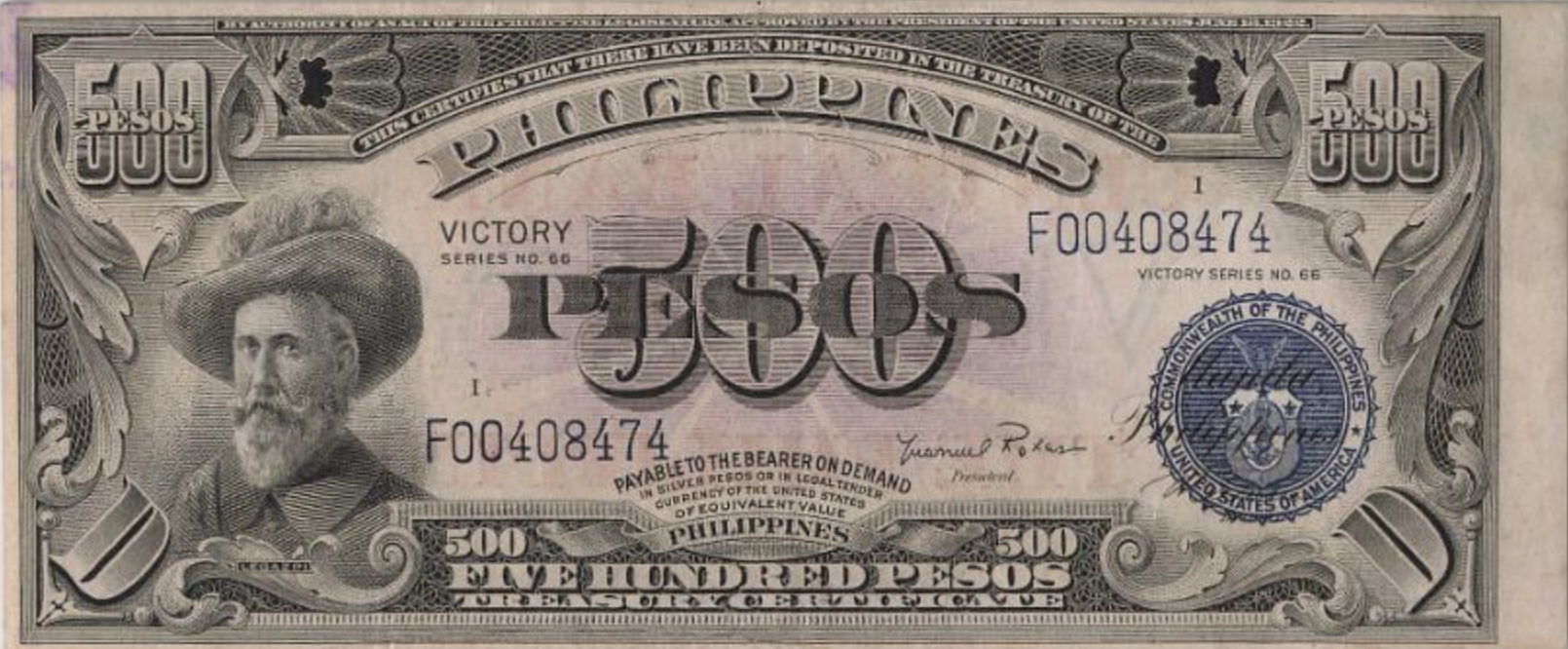
A Victory sorozat 500 pesós bankjegyének előoldala Miguel López de Legazpi portréjával.
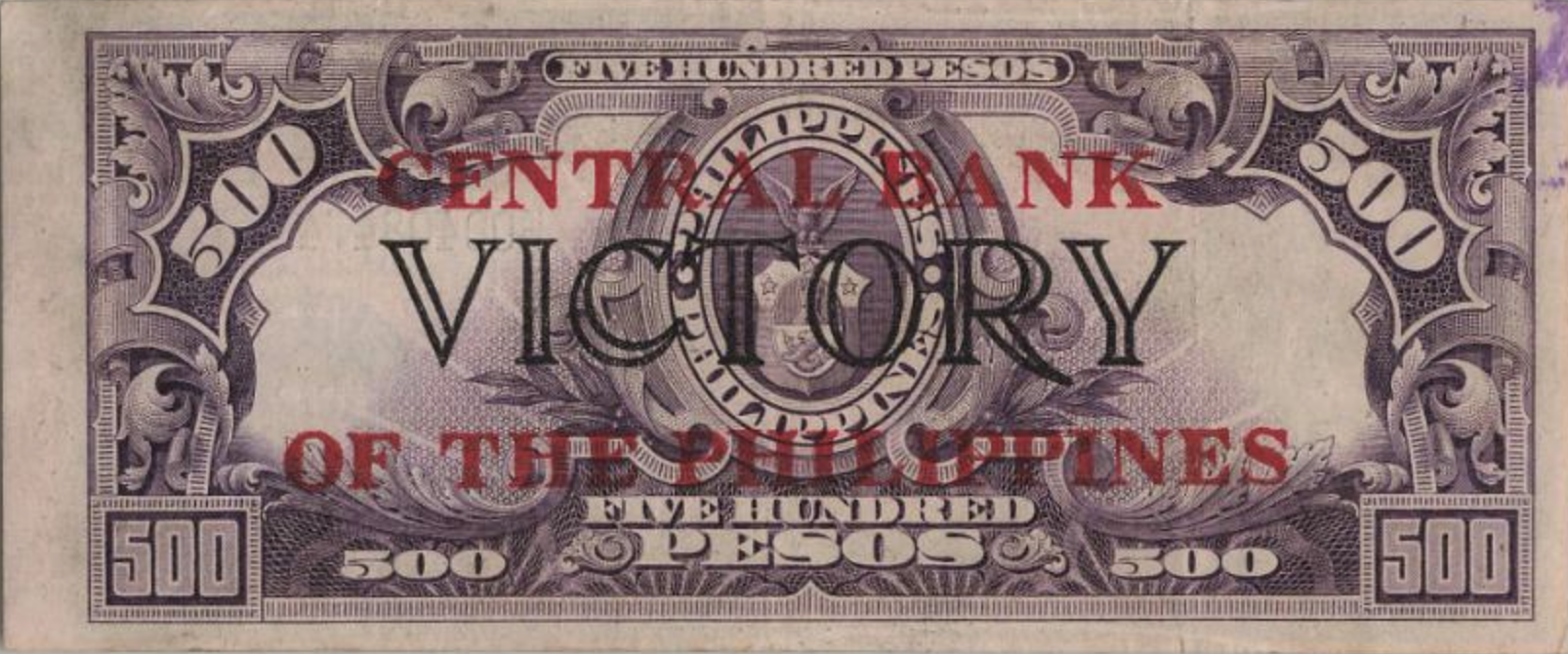
A Victory sorozat 500 pesós bankjegyének hátoldala.

### 1949-es angol nyelvű sorozat
Az 1949-es angol nyelvű sorozat 5, 10, 20 és 50 centavo, valamint 1/2, 1, 2, 5, 10, 20, 50, 100, 200 és 500 peso névértékű címletekből állt. Forgalomba 1951. április 15-én hozták őket, kivéve az 1/2 pesóst, mely csak 1958. július 1-én debütált. 
Az 5, 10, 20 és 50 centavós címleteket már 1958. június 30-án, a 200 és 500 pesóst 1959. december 31-én, az 1/2 pesóst 1969. február 28-án, végül az 1, 2, 5, 10, 20, 50 és 100 pesóst 1971 március 31-én vonták ki a forgalomból.

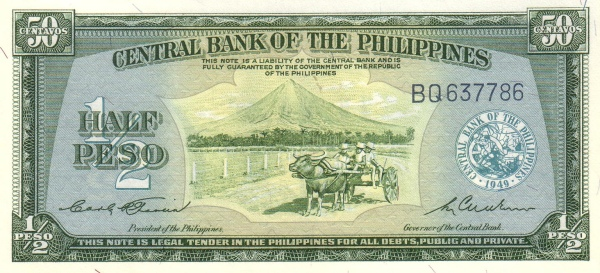
Az 1949-es sorozat 1/2 pesós bankjegyének előoldala.
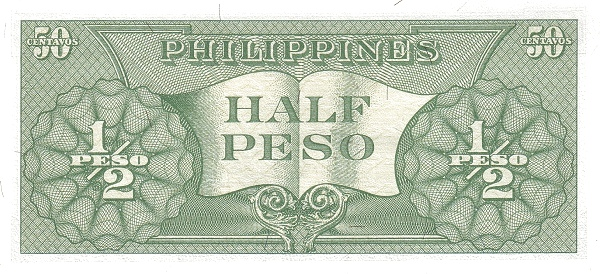
Az 1949-es sorozat 1/2 pesós bankjegyének hátoldala.
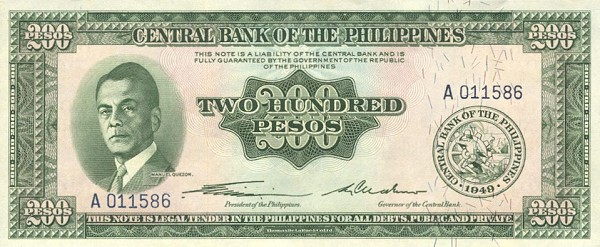
Az 1949-es sorozat 200 pesós bankjegyének előoldala Manuel L. Quezon elnök portréjával.
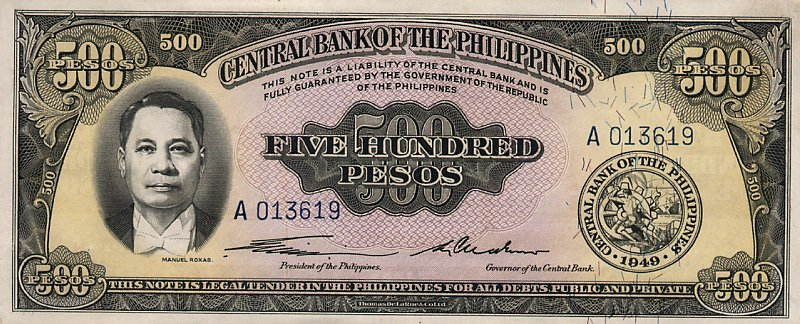
Az 1949-es sorozat 500 pesós bankjegyének előoldala Manuel Roxas elnök portréjával.
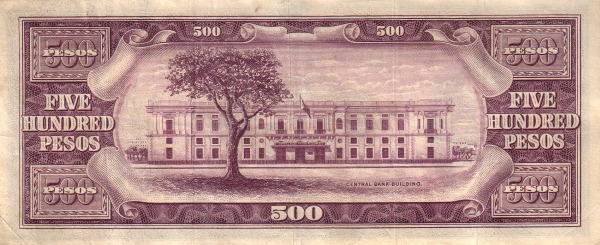
Az 1949-es sorozat 500 pesós bankjegyének hátoldala a jegybank épületével.

### 1969-es sorozat
Az 1969-es sorozat volt az első, tagalog nyelvű sorozat, mely 1, 5, 10, 20, 50 és 100 pesós címletekből állt. 
Az első változat fehér margóval lett nyomtatva, azonban az 1970-es évek elejétől olyan 5, 10, 20 és 50 pesós változatok kerültek forgalomba, melyeknél a színes alapnyomat kiterjedt a bankjegyek teljes felületére.

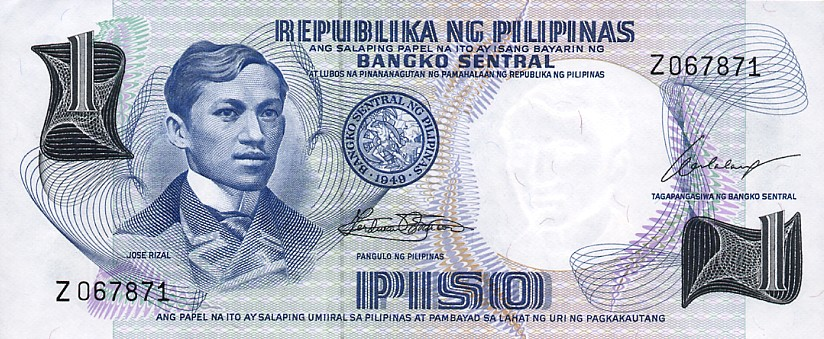
Az 1969-es sorozat 1 pesós bankjegye José Rizal portréjával.
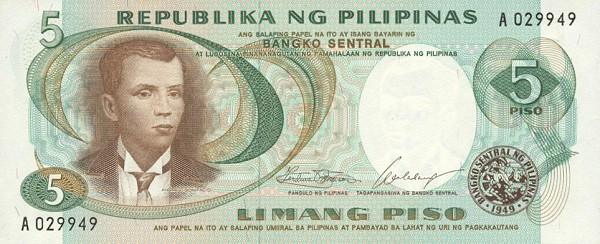
Az 1969-es sorozat 5 pesós bankjegye Andres Bonifacio portréjával.
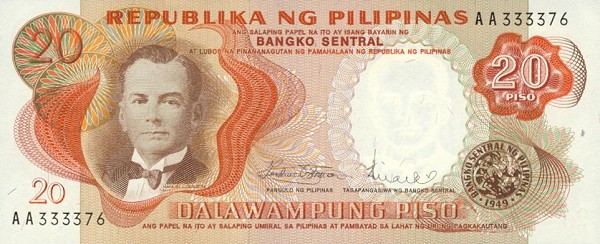
Az 1969-es sorozat 20 pesós bankjegye Manuel L. Quezon elnök portréjával.
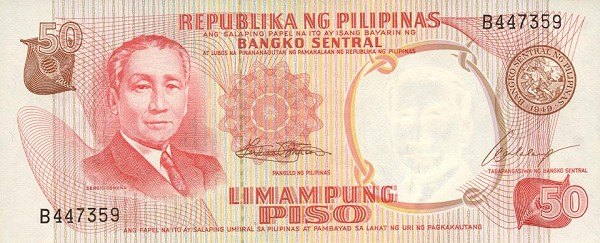
Az 1969-es sorozat 50 pesós bankjegye Sergio Osmeña elnök portréjával.
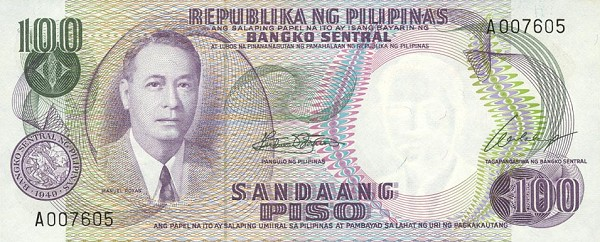
Az 1969-es sorozat 100 pesós bankjegye Manuel Roxas elnök portréjával.

### 1973-asAng Bagong Lipunan(Új Társadalom) sorozat
Az 1973-as sorozat annyiban tért el az 1969-es sorozat 5, 10, 20, 50 és 100 pesós bankjegyeitől, hogy ezek vízjelmezőjét felülnyomtatták Marcos elnök, diktátor "Ang Bagong Lipunan" (Új Társadalom) programjelszavával és geometrikus elemekkel, valamint jelentősebb dizájn és alapnyomat változtatások is történtek. Újdonság hogy a sorozat tartalmazott egy 2 pesós címletet José Rizal portréjával, mert a szintén rizal-portrés 1 pesóst érmére cserélték. A sorozatot 1996.február 2-án vonták ki a forgalomból.

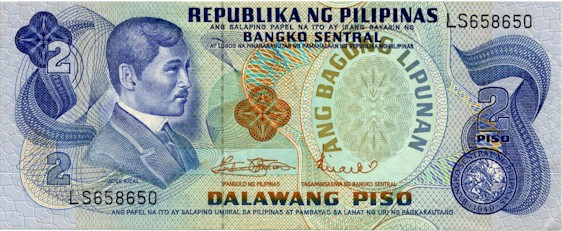
Az 1973-as sorozat 2 pesós bankjegye José Rizal portréjával.
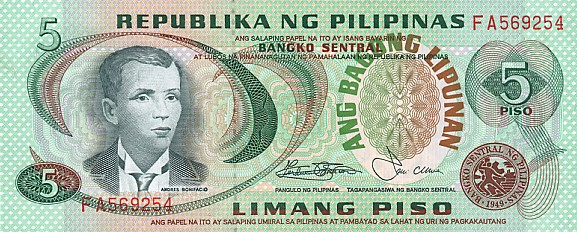
Az 1973-as sorozat 5 pesós bankjegye Andres Bonifacio portréjával.
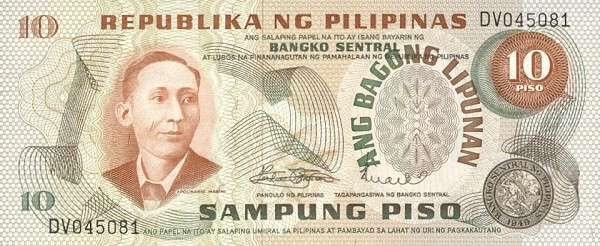
Az 1973-as sorozat 10 pesós bankjegye 	Apolinario Mabini portréjával.
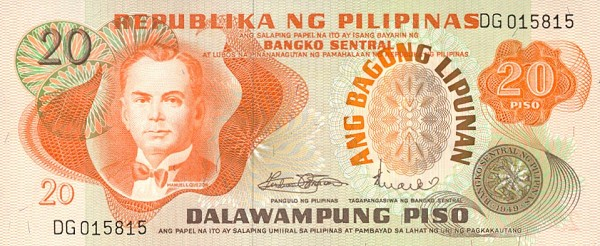
Az 1973-as sorozat 20 pesós bankjegye Manuel L. Quezon elnök portréjával.
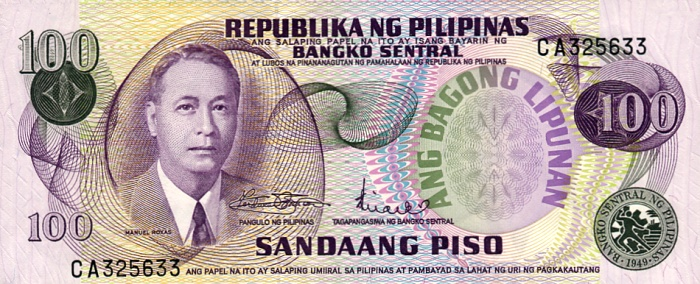
Az 1973-as sorozat 100 pesós bankjegye Manuel Roxas elnök portréjával.

### 1985-ösNew Designsorozat
A New Design sorozat bankjegyei közül az 5, 10, 20, 50, 100, 500 és 1000 pesós címletek fokozatosan, 1985 és 1997 között kerültek forgalomba. 2002-ben a sorozat kiegészült egy 200 pesós címlettel is. Az 500 pesósra eredetileg Ferdinand Marcos elnök, diktátor portréját szánták, a típus nyomtatása el is kezdődött, de Marcos 1986-os bukása miatt végül nem került forgalomba. A New Design sorozat bankjegyeit 2016. január 1-én vonták ki a forgalomból, 2018. január 3-án pedig demonetizálták.

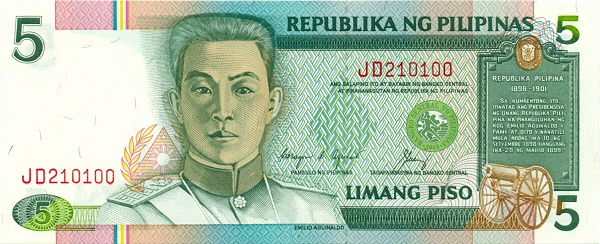
A New Design sorozat 5 pesósa Emilio Aguinaldo elnök portréjával.
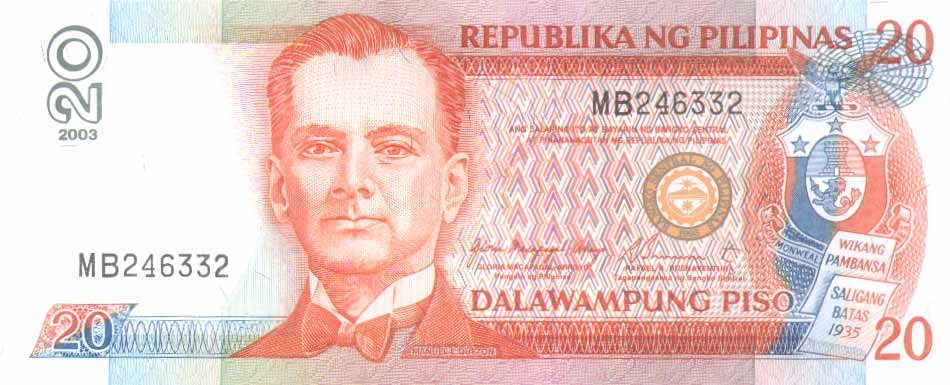
A New Design sorozat 20 pesósa Manuel L. Quezon elnök portréjával.
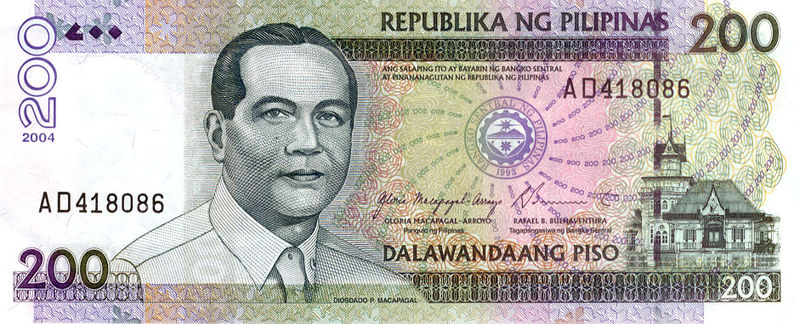
A New Design sorozat 200 pesósa Diosdado Macapagal elnök portréjával.
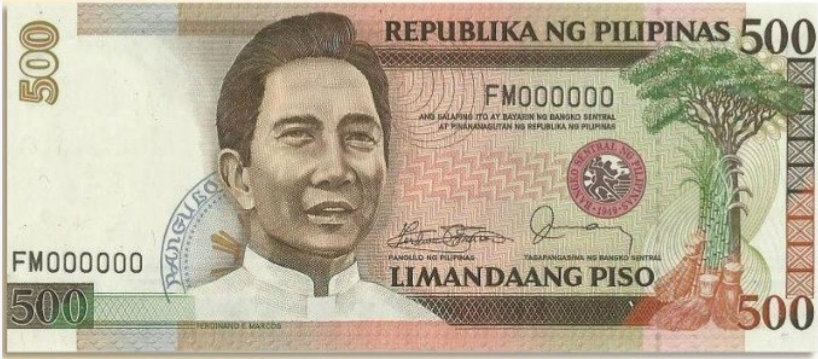
A New Design sorozat tervezett, végül forgalomba nem került 500 pesósának előoldala Ferdinand Marcos elnök portréjával.
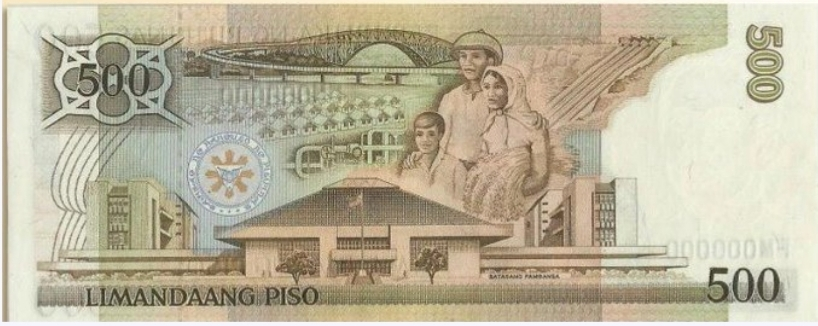
A New Design sorozat tervezett Marcos 500 pesósának hátoldala.

### 2010-esNew Generation Currencysorozat
2010. december 16-án új bankjegysorozatot (New Generation Currency - NGC) bocsátottak ki. 2015-2017 között a sorozat 100, 200 és 1000 pesós címletein kisebb, stilisztikai jellegű változásokat eszközöltek. 2020-tól a sorozat bankjegyei korszerűsített biztonsági elemekkel ellátva kerültek forgalomba.
2019 decemberétől 20 pesós érmét bocsátottak ki.
Az eredeti tervek szerint a 20 pesós bankjegyet 2019-ben kivonták volna a forgalomból, azonban a jegybank ehelyett 2023-ig folyamatosan nyomtatta a 20 pesós papírpénzeket.
| névérték  | Méret       | Szín         | leírás | leírás                                                           | Dátumok   | Dátumok            | Dátumok                                                                              |
| névérték  | Méret       | Szín         | Előlap | Hátlap                                                           | nyomtatás | kibocsátás         | visszavonás                                                                          |
| --------- | ----------- | ------------ | --- | ---------------------------------------------------------------- | --------- | ------------------ | ------------------------------------------------------------------------------------ |
| 20 peso   | 160 x 66 mm | narancssárga | Manuel Luis Quezón, az ország elnökének címere, a Nemzeti Bank logója, Malacañang palota, San Miguel levő Pasig-folyó                                                 | az ország térképe, rizsteraszok                                  | 2010      | 2010. december 16. | 2019 decemberre tervezve, de felfüggesztve, jelenleg is kis mennyiségben forgalomban |
| 50 peso   | 160 x 66 mm | vörös        | 1907-es első nemzetgyűlés, Sergio Osmeña, az amerikai Douglas MacArthur és kísérete 1944-ben, az ország elnökének címere, a Nemzeti Bank logója                       | az ország térképe, maliputo halfajta, Taal-tó                    | 2010      | 2010. december 16. | forgalomban                                                                          |
| 100 peso  | 160 x 66 mm | ibolya       | A Nemzeti Bank épülete, Manuel Acuña Roxas, 1946. július 4-ei ünnep a 3. köztársaság megalakulásakor, az ország elnökének címere, a Nemzeti Bank logója               | az ország térképe, Mayon vulkán Legazpiben, textilminta          | 2010      | 2010. december 16. | forgalomban                                                                          |
| 200 peso  | 160 x 66 mm | zöld         | Diosdado Pangan Macapagal, Aguinaldo (szent hely), katolikus templom Malolosban, az ország elnökének címere, a Nemzeti Bank logója                                    | az ország térképe, Bohol csokoládédombok                         | 2010      | 2010. december 16. | forgalomban                                                                          |
| 500 peso  | 160 x 66 mm | sárga        | Emberi erő forradalma 1986-ban, Corazon C. Aquino, ifj. Benigno Simeon “Ninoy” Aquino, ifj. Benigno Aquino-emlékmű, az ország elnökének címere, a Nemzeti Bank logója | az ország térképe, Puerto Princesa Szubterrai folyó Nemzeti Park | 2010      | 2010. december 16. | forgalomban                                                                          |
| 1000 peso | 160 x 66 mm | kék          | A függetlenség 1998-as ünnepsége, José Abad Santos; Josefa Llanes Escoda, Vicente Lim, Becsület-érem, az ország elnökének címere, a Nemzeti Bank logója               | az ország térképe, Tubbataha Reefs Nemzeti Park                  | 2010      | 2010. december 16. | forgalomban                                                                          |

### 2021-2024 Első polimer sorozat (First Philippine Polymer- FPP)
2021-től egy high tech biztonsági elemekkel ellátott polimer 1000 pesós bankjegyet bocsátottak ki, mely a Fülöp-szigetek nemzeti madarát, a majomevő sast ábrázolja előoldalán fő motívumként. 2024-től forgalomba hozták a polimer sorozat 50, 100 és 500 pesós címleteit is.
| Kép                             | névérték  | Méret       | Szín   | leírás | leírás | Dátumok                                   | Dátumok                                                              | Dátumok     |
| Kép                             | névérték  | Méret       | Szín   | Előlap | Hátlap | nyomtatás                                 | kibocsátás                                                           | visszavonás |
| ------------------------------- | --------- | ----------- | ------ | --- | --- | ----------------------------------------- | -------------------------------------------------------------------- | ----------- |
|                                 | 50 peso   | 160 x 66 mm | vörös  | Fülöp-szigetek térképe a Taal-tóról, a Taal-vulkánról és a Binintiang Malakiról Batangasban; maliputo hal (Caranx ignobilis); Taal-tó; Batangas hímzés | Vidal's lanutan (Hibiscus campylosiphon) virága; Visayan leopárd macska | 2021 (1000 peso) 2024 (50, 100, 500 peso) | 2022. április 18. (1000 peso) 2024. december 23. (50, 100, 500 peso) | forgalomban |
|                                 | 100 peso  | 160 x 66 mm | ibolya | Ceratocentron fesselii orchidea virág; palawani páva-fácán (Polyplectron napoleonis)                                                                   | Fülöp-szigetek térképe Mayon vulkán Albayban; cetcápa; Mayon vulkán Legazpi városában                                                                                               | 2021 (1000 peso) 2024 (50, 100, 500 peso) | 2022. április 18. (1000 peso) 2024. december 23. (50, 100, 500 peso) | forgalomban |
|                                 | 500 peso  | 160 x 66 mm | sárga  | Acanthephillium mantinianum orchidea virág; Visayan foltos szarvas (Rusa alfredi)                                                                      | Fülöp-szigetek térképe a Puerto Princesa Subterranean River Nemzeti Parkról Palawanban; kék tarkú papagáj; Puerto Princesa Subterranean River Nemzeti Park; Dél-Fülöp-szigetek ruha | 2021 (1000 peso) 2024 (50, 100, 500 peso) | 2022. április 18. (1000 peso) 2024. december 23. (50, 100, 500 peso) | forgalomban |
| Fájl:1000 peso Polymer Bill.png | 1000 peso | 160 x 66 mm | kék    | Acanthephillium mantinianum orchidea virág; majomevő sas                                                                                               | Fülöp-szigetek térképe a Tubbataha Reefs Nemzeti Park | 2021 (1000 peso) 2024 (50, 100, 500 peso) | 2022. április 18. (1000 peso) 2024. december 23. (50, 100, 500 peso) | forgalomban |